# 影の地帯
『影の地帯』（かげのちたい）は、松本清張の長編推理小説。『河北新報』などに連載され（1959年5月20日 - 1960年6月1日付）、1961年3月に光文社（カッパ・ノベルス）から刊行された。フリーのカメラマンが、政治家と繋がる大掛かりな犯罪グループによる殺人事件の謎を追跡するミステリー長編。
1962年・1993年・2015年にテレビドラマ化されている。

## あらすじ
カメラマンの田代利介は、撮影旅行の帰途、博多から東京に向かう飛行機の中で、小太りの男と若い女性に出会う。その後田代は、馴染みの「バー・エルム」で再び2人を見かけるが、間もなくバーのマダムの様子がおかしくなり、行方不明となってしまう。さらに、撮影旅行先の長野県で、東京から発送された不思議な木箱を、例の小太りの男が受け取っているのを目撃し、また木崎湖と青木湖では相次いで無気味な水音を耳にした田代だったが、続けて謎の狙撃や警告に遭い、犯罪の存在を確信する。マダムは死体で発見された。やがて、政治家との繋がりを持つ闇の犯罪グループの存在が浮上するが、犯人の実行した死体処理の謎が、田代の前に立ちふさがる。

## 主な登場人物
- 原作における設定を記述。

田代利介
フリーのカメラマン。32歳。独身。
久野正一
田代の写真仲間。
川島英子
「バー・エルム」のマダム。小太りの男と接触していたのちに失踪。29歳。
山川亮平
敏腕・豪腕で有名な政界の実力者だが、突然行方不明となる。
小西忠太郎
川島英子の乗った自動車の目撃者だが、行方不明となる。
木南
R新聞のベテラン記者。警視庁詰め。
河井文作
柏原に住む40歳過ぎの男。

## エピソード
- 単行本刊行の2年後『宝石』に掲載された創作ノートで、著者は以下のように述べている。「死体漬けのホルマリンというのがある。死体を漬けて、ロウ漬けにするんだよ。それを切り刻む。ヒントはね、監察医務院の方で、人間の内臓をいろいろロウ漬けにして、これを機械でうすく切るんだ。本当に桜の花びらみたいにうすいんだ。そういうふうにしてから、染色して、毒物反応がないかを顕微鏡にかけてみるんだよ。臓器をパラフィンに漬けてうすく花びらのように削っているというのは、ちょっと面白かった。それで、もっと拡大して、死体にしたんだ。それからもう一つは、その操作をする工場を建てて、それを今度用事が済んだら立ち退くということになるのですけれども、これは、急に工場を建てたり、済んだらそこを退いたりするというのは、おかしく思われるから、遠いところに地主さんのいる空き地を、非合法的にそこに建てて、用の終わる頃には、誰かが密告するから立ち退きを要求される。仕方がないので、工場を崩して立ち退く。こうなると誰が見ても自然だというのでその二つを結合したわけです」[1]

## 作品の舞台
- 小説では長野県各地が重要な舞台となっており、木崎湖・青木湖以外に、海ノ口駅（大糸線）、簗場駅（大糸線）、柏原駅（信越本線・旧称）、野尻湖、諏訪湖、大平峠などが描写されている。

## テレビドラマ

### 1962年版
1962年2月20日と2月27日、TBS系列の『日立ファミリーステージ』枠（火曜20:30-21:15）にて2回にわたり放映。
キャスト
- 根上淳
- 中岡慎太郎
- 西村晃
- 細川俊夫
- 沢井三郎
- 小山明子
- 若杉嘉津子
- 高松政雄

スタッフ
- 脚本：大川久男
- 監督：土居通芳
- 制作：NAC

| TBS 日立ファミリーステージ   | TBS 日立ファミリーステージ                        | TBS 日立ファミリーステージ  |
| 前番組                       | 番組名                                            | 次番組                      |
| ---------------------------- | ------------------------------------------------- | --------------------------- |
| 吹雪の空白 （1962年2月13日） | 影の地帯 （1962年版） （1962年2月20日 - 2月27日） | 天才と怪物 （1962年3月6日） |

### 1993年版
「松本清張スペシャル・影の地帯」。1993年4月27日、日本テレビ系列の『火曜サスペンス劇場』枠（21:03-22:52）にて放送。礼子（原作では名のみ）を田代の元妻に設定し、また、舞台となる湖を猪苗代湖や霞ヶ浦としている。視聴率21.0％（ビデオリサーチ調べ、関東地区）。
キャスト
- 田代利介：古谷一行 （写真家）毎朝新聞地域情報部記者
- 木村礼子：増田恵子 （田代の元妻）
- 久野正一：矢崎滋 （田代の友人）
- 木南：下條アトム （警視庁記者クラブ詰めの記者）
- 川井：石橋蓮司 （暴力団組員）
- 鳥井：有川博 （東都新聞社会部の部長）
- 久野雅江：水原ゆう紀 （久野の妻）
- 木崎：神保悟志 （田代の助手）
- 鈴本：粟津號 （チンピラ風の男）
- 宮下：斎藤清六 （奥多摩署の係長）
- 三木：庄司永建 （アポロ開発保養所の主事）
- 房江：辻伊万里 （お手伝い）
- 川島秀子：川島美津子 （クラブ「エルム」のママ）
- 小西忠太郎：久保晶 （個人タクシー業者）
- ミカ：大島明美 （ホステス）
- 古谷先生：藤田宗久（大学の研究者）
- 製材所所員：竹本純平
- 村民：田村元治
- 田中公行、守谷佳央理、田原正治、五十嵐美恵子、横尾香代子、上杉陽一、高橋珠美子、本田豊、河原田安啓、溝口敏成、小池朋子、徳井広基、松田康志、桂美寿々、井上清和、石田祥章、荒川智也、水沢ゆい、久保田健太郎、福森加織、鈴木文子、安元太郎、石尾吉達、横倉留美子、浦崎宏、今村祐雄、山崎雅美、佐藤貢三、土方琢磨

ほか

スタッフ
- 脚本：大藪郁子
- 監督：長尾啓司
- 音楽：大谷和夫
- 撮影技術：小松原茂
- 美術：太田喜久男
- 助監督：岩清水昌弘
- 照明：馬場修
- 選曲：山川繁
- 操演：テイクワン
- 現像・テレシネ：東京現像所
- 音楽協力：日本テレビ音楽
- 企画：長富忠裕
- プロデューサー：嶋村正敏（日本テレビ）、田中浩三（松竹）、林悦子（霧企画）
- 制作協力：松竹大船撮影所
- 制作著作：松竹、霧企画

| 日本テレビ系列 火曜サスペンス劇場 | 日本テレビ系列 火曜サスペンス劇場         | 日本テレビ系列 火曜サスペンス劇場             |
| 前番組                            | 番組名                                    | 次番組                                        |
| --------------------------------- | ----------------------------------------- | --------------------------------------------- |
| 逃げたい女 （1993.4.20）          | 松本清張スペシャル 影の地帯 （1993.4.27） | わが町Ⅱ (原作：エド・マクベイン) （1993.5.4） |

### 2015年版
「松本清張サスペンス・影の地帯」。2015年7月6日（21:00-22:54）、TBS系列の『月曜ゴールデン』特別企画として放送。主人公は新聞記者の設定。舞台となる都道府県の設定はぼかされているが、撮影の多くは静岡県内で行われた。
キャスト
- 田代圭介：谷原章介 （「毎朝新聞」地域情報部の記者）/ 健太郎 （学生時代）
- 筒井孝則：滝藤賢一 （刑事）
- 木村礼子：矢田亜希子 （謎の女）/ 内藤穂之香 （少女期）
- 木崎香織：岡本玲 （田代の同僚記者）
- 川島英子：青山倫子 （田代の社会部時代の後輩）
- 木村隆志：千葉哲也 （礼子の父）
- 河井憲三：北見敏之 （来実村の名士）
- 田代静江：岩本多代 （田代の母）
- 田代昭三：山本圭 （田代の父）
- 久野正一：上川隆也 （「週刊毎朝」の名物記者）
- 山川亮平：渡辺憲吉 （大学教授）
- 日下部良一：和泉崇司（刑事）
- 青木道男：牧村泉三郎（県会議員）
- 千葉デスク：小野了（田代の上司）
- 麻生：多田木亮佑（「毎朝新聞」地域情報部部長）
- 高橋寛二：中村嘉夫（建設会社従業員）
- 本間剛、犬飼若博、大家仁志、井上智之、牧村泉三郎、佐藤祐四、嶋崎伸夫、岩本淳、小豆畑雅一、村田唯　ほか

スタッフ
- 脚本：香坂隆史
- 演出：倉貫健二郎
- テーマ音楽：兼松衆
- 警察監修：尾崎祐司
- スタントコーディネート：大道寺俊典
- 蛍写真提供：西川祐介
- ロケ協力：小山町フィルムコミッション、三島市役所商工観光課、伊東市、裾野市、富士すそのフィルム・コミッション、ロケーション御殿場、フィルム・コミッション伊豆、フィルムコミッション富士　ほか
- 技術協力：東通、サウンドライズ
- 美術協力：BEENS
- プロデューサー：浅野敦也（ドリマックス・テレビジョン）、塩村香里（ドリマックス・テレビジョン）
- 編成担当：永山由紀子（TBS）
- 制作：ドリマックス・テレビジョン、TBS

| TBS 月曜ゴールデン                    | TBS 月曜ゴールデン                           | TBS 月曜ゴールデン                               |
| 前番組                                | 番組名                                       | 次番組                                           |
| ------------------------------------- | -------------------------------------------- | ------------------------------------------------ |
| 水戸黄門 スペシャル （2015年6月29日） | 松本清張サスペンス 影の地帯 （2015年7月6日） | 守護神・ボディーガード 進藤輝4 （2015年7月13日） |